# Joe Nemechek
Joseph "Joe" Frank Nemechek III, född den 26 september 1963 i Lakeland, Florida, USA, är en amerikansk racerförare.

## Racingkarriär
Nemechek tävlade i motocross i unga år, innan han sadlade om och bytte till Nascar och Busch Series, där han gjorde sin debut säsongen 1989. Han blev sexa i mästerskapet 1991, innan han vann titeln säsongen 1992. Han vann titeln över Bobby Labonte med den knappa marginalen tre poäng, efter två delsegrar. Nemechek blev femma i mästerskapet säsongen 1993, samma år som han gjorde sin debut i Winston Cup. Han tog sin första seger på New Hampshire säsongen 1999. Han körde för Andy Petree Racing säsongen 2000, och tog då sin bästa slutplacering i karriären med en femtondeplats. Nemechek skadade armbågen i ett test på Dover under 2001, och missade fem tävlingar, men återvände och vann på North Carolina Speedway samma år. Nemechek fick sedan chansen i Hendrick Motorsports, men även om han vann på Richmond säsongen 2003, räckte inte det för att behålla jobbet. Nemecheks nya arbetsgivare blev MB2 Motorsports, för vilka han vann på Kansas Speedway 2004.  Efter det gick det utför för Nemechek, som startade ett eget team, som hade så dåliga finanser att han inte hade råd att ens fullfölja tävlingarna, utan ställde bara upp för att få startpengar.

## Lag
Nascar Sprint Cup Series
1993,1995–1996,2009–2014 NEMCO Motorsports (87)
1993 Morgan McClure Motorsports (4)
1994 Hedrick Motorsports (41)
1997 Barkdoll Racing (73)
1997–1999 Chip Ganassi Racing (40 42)
2000–2001 Andy Petree Racing (33)
2002 Travis Carter Enterprises (26)
2002–2007 Ginn Racing (10 01 13)
2002–2003 Hendrick Motorsports (25)
2007 E&M Motorsports (08)
2007–2008 Furniture Row Racing (78 87)
2014 Michael Waltrip Racing (66)
2014 Randy Humphrey Racing (77)
2014 RAB Racing (29)
2015 Front Row Motorsports (34)